# National Collection of Aerial Photography
Die National Collection of Aerial Photography (NCAP) ist ein Luftbild-Archiv der schottischen Regierung. Es enthält über 26 Millionen freigegebene Luftbilder aus aller Welt, außerhalb von England, Nordirland und Wales, darunter etwa 1,6 Millionen Luftbilder aus Schottland. Das Archiv ist damit eine der größten Sammlungen von Luftbildern weltweit. Die Bestände können über die Homepage sowie im Büro in Edinburgh eingesehen werden. Die NCAP finanziert sich durch kommerziell angebotene Dienste und wird seit 2015 von Historic Environment Scotland (HES) betrieben.

## Nutzer
Das Archiv wird hauptsächlich von Experten zur Bombenentschärfung eingesetzt, um Blindgänger aufzufinden. Es wird in geringerem Maße auch von Historikern, Umweltwissenschaftlern und Archäologen verwendet.

## Geschichte
Nach dem Ende des Zweiten Weltkriegs hatten sich Millionen von Luftbildern von Aufklärungsflügen angesammelt. Die Möglichkeit der friedlichen Verwendung zu Lehr- und Forschungszwecken wurde schnell erkannt. Auf Betreiben des Geographieprofessors Stanley Beaver wurden in den frühen 1960ern nach Gesprächen mit dem Air Ministry 5,5 Millionen Luftbilder von Westeuropa aus der RAF-Basis Medmenham an das University College of North Staffordshire gebracht und in der Keele Air Photo Library gesammelt. Diese Sammlung, später in The Aerial Reconaissance Archives (TARA) umbenannt, wurde zum offiziellen Archiv für von der Regierung des Vereinigten Königreichs freigegebene Luftbilder. Im Jahr 2004 gab das Verteidigungsministerium erneut Millionen von Bildern aus der Zeit vom Zweiten Weltkrieg bis zum Kalten Krieg frei.
Im Rahmen der Operation Revue wurden in den späten 1940ern durch die RAF über 280.000 Luftbilder aus dem gesamten Königreich für den Ordnance Survey angefertigt. Mit den Bildern sollten Planung und Wiederaufbau in der Nachkriegszeit unterstützt werden. Die Aufnahmen wurden vom Scottish Office in der eigens gegründeten Air Photograph Library in Edinburgh gesammelt. In den 1960ern wurde die Bibliothek in Scottish Office Air Photographs Unit (APU) umbenannt. Durch Erwerb von Luftbildern des Ordnance Survey und des Verteidigungsministeriums wuchsen die Bestände beträchtlich. Die APU unterhielt auch das Central Register of Air Photographs for Scotland (CRAPS), ein Verzeichnis aller bekannten Luftbilder des Landes. 1993 wurde die APU an die Royal Commission on the Ancient and Historical Monuments of Scotland (RCAHMS) übergeben.
Im Jahr 2008 wurde schließlich TARA an die RCAHMS übertragen, mit der APU vereint und in den heutigen Namen National Collection of Aerial Photography umbenannt.